# 卢德施
卢德施是奥地利福拉尔贝格州布卢登茨县的一个市镇。总面积11.25平方公里，总人口3055人，人口密度271.6人/平方公里（2005年）。